# Maria Eufrasia Iaconis
Suor Maria Eufrasia Iaconis, al secolo Maria Giuseppina Amalia Sofia Iaconis (in spagnolo María Josefa Amalia Sofía Iaconis; Casino di Calabria, 18 novembre 1867 – Buenos Aires, 2 agosto 1916), è stata una religiosa italiana naturalizzata argentina che dedicò la sua vita all'istruzione dei bambini e all'assistenza ai malati.
Fondatrice della Congregazione delle Figlie dell'Immacolata Concezione di Buenos Aires, fu proclamata venerabile della Chiesa cattolica da papa Francesco il 13 maggio 2019.

## Biografia

### Primi anni di vita e adolescenza

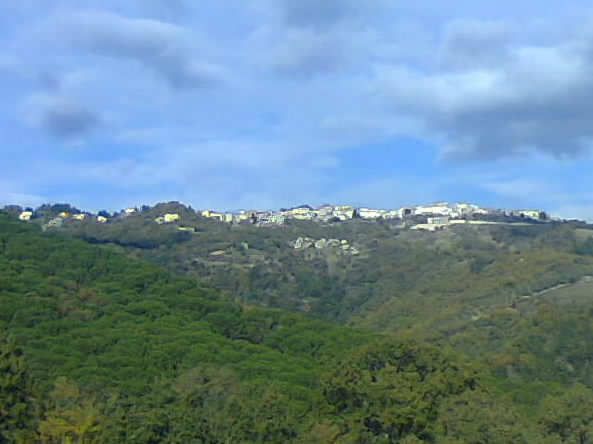
Panorama di Castelsilano, il suo borgo natìo.

Maria Giuseppina Amalia Sofia Iaconis (chiamata solo Sofia) nacque il 18 novembre 1867 a Casino di Calabria (attualmente Castelsilano), in provincia di Crotone; i suoi genitori furono Luigi Antonio Iaconis e Maria Antonia Spina (quest’ultima morì quando la bimba aveva solo quattro anni). Fu battezzata nella parrocchia di Santa Maria Immacolata.
La sua formazione e crescita è stata sempre nel segno della fede, venendo educata da uno zio sacerdote e da una zia suora, Maria Fabiano, che fondò la comunità delle Figlie dell'Immacolata delle Suore della Carità, che si dedicavano all'educazione dei bambini e dei malati. Essendo gravemente ammalata ricevette presto la prima comunione, guarendo poco tempo dopo.

### Vita religiosa e fondazione dell'Ordine in Argentina

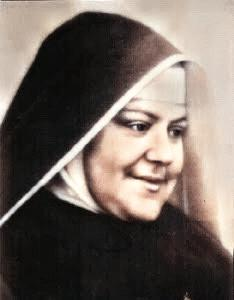
Foto di Maria Eufrasia Iaconis.

Entrata nelle Suore della Carità assunse il nome di Maria Eufrasia. Nel 1893 la comunità religiosa ricevette una richiesta dall'arcivescovo di Buenos Aires León Federico Aneiros affinché le suore si recassero lì per prendersi cura dell'ospedale italiano della città.
Suor Maria Eufrasia e sette altre partirono quindi alla volta dell’Argentina il 2 agosto 1893. Dapprima le suore incontrarono difficoltà nel gestire l’ospedale, ma grazie anche al carattere paziente, buono e gentile di suor Maria Eufrasia riuscirono a superarle. Intorno a loro nascquero diverse vocazioni e molte giovani ragazze si uniscono a loro, come Giuseppina Tognoni. L’ordine raggiunse il numero massimo di adesioni nell’anno 1894.

### Soppressione dell'Ordine
La congregazione delle suore venne grave mentre ferita a causa di denunce anonime (non si sa ancora per quale motivo vennero prese) rivolte al Santo Uffizio; la comunità venne quindi sciolta, ma fortunatamente solo in Italia: in Argentina, infatti, l’attività della congregazione continuò.

### Nuove fondazioni
Suor Maria Eufrasia e le sue consorelle hanno provato a salvare il salvabile, ottenendo l'autorizzazione a fondare una nuova congregazione nel Vicariato di Roma denominata "Figlie della Divina Madre”.
Di ritorno in Argentina, unì le diverse comunità e creò un'altra fondazione all’interno della diocesi di Buenos Aires, ottenendo dal Papa il nome "Figlie dell'Immacolata Concezione".
Su richiesta di un sacerdote di Milano, le suore installarono ivi un oratorio festivo. Nuove consorelle arrivano nella comunità, tra cui Maria Pierina De Micheli.

### Morte
A partire dal 1914 la sua salute peggiorò e le venne diagnosticato un tumore allo stomaco.
Ricoverata in ospedale nella capitale argentina, morì lì il 2 agosto 1916.

### Sepoltura
Sepolta per la prima volta nel cimitero della Chacarita a Buenos Aires, la sua salma venne successivamente a Castelsilano, nella cappella della casa natale.

## Causa di beatificazione e canonizzazione
Maria Eufrasia Iaconis venne elevata a venerabile da Papa Francesco il 14 maggio 2019 e le sue gesta vennero riconosciute come “virtù eroiche”; con questo atto è iniziata la causa di beatificazione.